# Юозас Пуріцкіс
Юозас Пуріцкіс (9 квітня 1883, Petrošiškės — 25 жовтня 1934, Каунас) — литовський публіцист і громадський діяч, міністр закордонних справ Литви (1920 — грудень 1922 рр.).

## Життєпис
Він народився у Вільнюському регіоні у багатодітній родині. У молодості він навчався в школах в Єшно та Каунасі, пізніше навчався в Каунаській духовні семінарії та в Петербурзькій духовній академії, яку закінчив у 1912 році зі ступенем магістра теології.
У 1913 році він почав вивчати історію, філософію та суспільні науки в університеті Фрібургу, який закінчив у 1919 році зі ступенем доктора філософії.
Після повернення в країну в 1918 році він був обраний до складу Таріби. У 1919 р. Став послом Литовської Республіки у Берліні. Через рік він був членом Законодавчого сейму зі списку християнської демократії. В уряді Казіса Грінюса він обіймав посаду міністра закордонних справ — обіймав цю посаду з червня 1920 по лютий 1922 р. Як глава міністерства він шукав допомоги західних держав у польсько-литовському конфлікті для Вільнюського краю та для включення Клайпедського краю до Литовської держави. У грудні 1921 року він пішов у відставку через звинувачення в торгівлі наркотиками, але в 1925 році рішенням Верховного суду був звільнений від звинувачення.
Покинувши активну політику, він присвятив себе журналістській діяльності. З 1925 до 1926 рр. — голова редакції журналу «Lietuvos». Його статті друкувалися також у журналах «Mūsų rytas» та «Lietuvos aidas».
У 1926 році він ненадовго повернувся до державної діяльності, вступивши на посаду директора департаменту економіки Міністерства закордонних справ, через рік став керівником адміністративно-правового управління Міністерства закордонних справ.
Займався громадською діяльністю, у 1925—1929 роках очолював Литовську спілку письменників і журналістів, а з 1930 до 1934 рр. — був головою Литовської спілки журналістів. Також був членом Товариства економічних досліджень та членом Стрілецької спілки Литви.